# Australasian Championships 1920
Gli Australasian Championships 1920 (conosciuto oggi come Australian Open) sono stati la 13ª edizione degli Australasian Championships e prima prova stagionale dello Slam per il 1920. Si è disputato dal 15 al 20 marzo 1920 sui campi in erba del Memorial Drive Park di Adelaide in Australia. 
Il singolare maschile è stato vinto dall'australiano Pat O'Hara Wood, che si è imposto sul connazionale Alf Hedeman in cinque set. Nel doppio maschile si è imposta la coppia formata da Pat O'Hara Wood e Ron Thomas. 
Non si sono giocati i tornei femminili e il doppio misto che saranno introdotti nel 1922.

## Risultati

### Singolare maschile
Pat O'Hara Wood ha battuto in finale  Ron Thomas con il punteggio di 6–3, 4–6, 6–8, 6–1, 6–3.

### Doppio maschile
Pat O'Hara Wood /  Ron Thomas hanno battuto in finale  Horace Rice /  Ray Taylor con il punteggio di 6–1, 6–0, 7–5.